# Uomini e cieli
Uomini e cieli è un film del 1943 diretto da Francesco De Robertis.
Il regista pugliese era specializzato in storie marinare nella sua qualità di direttore del “Centro cinematografico” presso il Ministero della Marina. Tra i film della sua "tetralogia militare", è una delle ultime pellicole del Cinema di propaganda fascista.
Il titolo della versione estera è: Hommes et cieux.

## Trama
Durante la guerra quattro ufficiali, aviatori di una squadriglia, si disperdono sui diversi fronti. Il pilota Giorgio, ferito, non crede più a nulla e, durante la convalescenza, ricerca gli altri tre amici. Il primo è ormai privo del braccio destro e lavora alla censura, dove compone poesie. Il secondo ha perduto una gamba e l'udito, e si rifà un'esistenza con una ragazza. Il terzo si è ritirato, conclude affari ed accumula ricchezza. Giorgio comprende che, nelle avversità, le forze morali sostengono gli uomini e offrono la propria impronta all'esistenza di ciascuno.

## Produzione
Uomini e cieli è il quarto consecutivo di sei film prodotti dalla Scalera. Il regista inizia la lavorazione del film nel 1943, poco prima della caduta del fascismo. De Robertis ultimò la produzione nel 1945, ma la pellicola rimase inutilizzata nei magazzini.
La pellicola è interpretata da attori non professionisti, scelti tra il personale dell'aeronautica. Nel cast il regista inserisce per la prima volta Anna Bianchi, che farà la sua comparsa anche in La vita semplice.
La colonna sonora, per la prima volta è affidata in parte al compositore aretino Annibale Bizzelli, che creerà (da solo) la musica di altri sei film del regista. De Robertis si avvale ancora della fotografia di Carlo Bellero, che firma, in tutto, otto suoi film.
Con Uomini e cieli De Robertis intendeva esaltare l'aeronautica della marina. Durante le riprese, la sconfitta militare era imminente e tutti attendevano quello sbarco alleato in Sicilia che avrebbe portato il conflitto sul territorio nazionale. Si spiega in questo quadro il tono dolente del racconto e il fatto che il film si sia prestato, pur con qualche rimaneggiamento, ad essere proposto alle platee italiane in tempo di pace. De Robertis rimise mano al montaggio e ai dialoghi, sfrondando il finale di quell'ottimismo reso praticamente obbligatorio dalle direttive del Minculpop. Così rivisto il film uscì nelle sale nel 1947.
In seguito è stata predisposta una versione “DVD” del film.

## Accoglienza

### Critica
De Robertis in una intervista pubblicata su «Cinema» nel gennaio 1943, quando aveva da poco iniziato le riprese del film, diceva che con quell’ultimo suo lavoro intendeva «far ‘sentire’ più che ‘vedere’ la guerra. Farla ‘sentire’ come ‘effetto di riflessione’, sulla psicologia del combattente in genere e dell’aviatore in particolare». La guerra fa da sottofondo e da causa al disagio psicologico dei personaggi, e viene intesa dallo spettatore in senso negativo.
Il pilota Taddei, industriale cinico e materialista sposa una donna per interesse e accumula denaro: la sua figura è l'ultima esemplificazione della politica antiborghese del regime. Un film che conosce alcuni momenti di emozione nella descrizione dell'enfasi sentimentale che travolge i personaggi positivi negli attimi conclusivi degli episodi. Pellicola ideologicamente ibrida, che testimonia, nella contraddittorietà, due fasi distinte della storia. Le immagini, le vicende e i personaggi ribadiscono la fedeltà all'ideale eroico e tradizionale tipico del ventennio; i dialoghi deprecano l'inutilità di una guerra che si combatte essendo certi della sconfitta e denunciano l'incoscienza di un regime causa prima di un "paese buttato al suicidio". Da un lato le immagini magnificano i mezzi navali e aeronautici; dall'altro i dialoghi parlano di idrovolanti "da museo".